# Suis-je le gardien de mon frère ?
Albums de Sefyu
Qui suis-je ?
(2006) Oui je le suis
(2011)
Suis-je le gardien de mon frère ? est le 2e album de Sefyu sorti le 12 mai 2008. L'album fut certifié disque d'or avec 112 000 ventes. 
Le titre est une référence aux figures bibliques de Caïn et Abel et est tiré de Genèse 4. 9.

## Singles
Le premier extrait de l'album Au pays du Zahef est sorti sur internet en février 2008.
Le premier single Molotov 4 est sorti en avril 2008 avec le clip.
Le second single Mon public est diffusé sur Skyrock en avril 2008 et sera suivi du clip live en octobre 2008.
Le clip Suis-je le gardien de mon frère ? est sorti en mars 2009.

## Listes des titres
1. Intro: Sans Plomb 93 - 4:40
2. Suis-je le gardien de mon frère ? (prod : Therapy) - 4:37
3. Molotov 4 (prod. Purple Haze Team) - 4:00
4. Le Journal - 5:03
5. 3e Guerre - 4:55
6. Plus - 3:56
7. My Life feat Jessica Celious - 4:47
8. Seine Saint-Denis Style: Nouvelle Serie feat Joey Starr - 3:10
9. Au Pays Du Zehef - 4:08
10. C Pas Parce Que - 4:15
11. Attitude feat Kuamen, Suzax et Baba - 4:25
12. Sac De Bonbons (prod : Soulchildren) - 5:04
13. Fait Divers 2 feat RR, Baba - 6:26
14. Mon Public - 4:13
15. Haute Science feat ST4 - 5:18
16. Vis Ma Vis feat Sana - 5:55
17. Zéro  - 4:20